# Baphiastrum brachycarpum
Baphiastrum brachycarpum är en ärtväxtart som beskrevs av Hermann August Theodor Harms. Baphiastrum brachycarpum ingår i släktet Baphiastrum och familjen ärtväxter. Inga underarter finns listade i Catalogue of Life.